# Potenziale di Riesz
Nel calcolo frazionario, il potenziale di Riesz  è un potenziale che deve il nome al suo scopritore, il matematico ungherese Marcel Riesz.  In un certo senso, il potenziale di Riesz definisce un inverso di una potenza dell'operatore di Laplace nello spazio euclideo. Esso generalizza l'integrale di Riemann–Liouville in più dimensioni.

## Definizione
Se {\displaystyle 0<\alpha <n}, allora il potenziale di Riesz {\displaystyle I_{\alpha }f} di una funzione localmente integrabile {\displaystyle f} su {\displaystyle \mathbb {R} ^{n}} è la funzione definita come
{\displaystyle (I_{\alpha }f)(x)={\frac {1}{c_{\alpha }}}\int _{{\mathbb {R} }^{n}}{\frac {f(y)}{|x-y|^{n-\alpha }}}\,\mathrm {d} y}
dove la costante è data da
{\displaystyle c_{\alpha }=\pi ^{n/2}2^{\alpha }{\frac {\Gamma (\alpha /2)}{\Gamma ((n-\alpha )/2)}}.}
Questo integrale singolare è ben definito se all'infinito {\displaystyle f} decade sufficientemente veloce, in particolare se {\displaystyle f\in \,}Lp(Rn) dove {\displaystyle 1\leq p<n/\alpha }. In effetti, per ogni {\displaystyle p\geq 1} ({\displaystyle p>1} è classico, grazie a Sobolev, mentre per {\displaystyle p=1} vedere (Schikorra, Spector & Van Schaftingen))), la velocità di decadimento di {\displaystyle f} e e quella di {\displaystyle I_{\alpha }f} sono collegate da una disuguaglianza (la disuguaglianza di Hardy–Littlewood–Sobolev)
{\displaystyle \|I_{\alpha }f\|_{p^{*}}\leq C_{p}\|Rf\|_{p},\quad p^{*}={\frac {np}{n-\alpha p}},}
dove {\displaystyle Rf=DI_{1}f} è la trasformata vettoriale di Riesz. In generale, gli operatori {\displaystyle I_{\alpha }} sono ben definiti per {\displaystyle \alpha } complesso tale che {\displaystyle 0<\operatorname {Re\,} \alpha <n}.
Più in generale, si può definire il potenziale di Riesz più debolmente come la convoluzione
{\displaystyle I_{\alpha }f=f*K_{\alpha }\,}
dove {\displaystyle K_{\alpha }} è una funzione localmente integrabile:
{\displaystyle K_{\alpha }(x)={\frac {1}{c_{\alpha }}}{\frac {1}{|x|^{n-\alpha }}}.}
Pertanto si può definire il potenziale di Riesz ogni volta che {\displaystyle f} è una distribuzione a supporto compatto. In questo contesto, il potenziale di Riesz di una misura di Borel {\displaystyle \mu } con supporto compatto è di principale interesse nella teoria del potenziale, poiché {\displaystyle I_{\alpha }\mu } è allora una funzione subarmonica (continua) fuori dal supporto di {\displaystyle \mu }, ed è inferiormente semicontinua su tutto {\displaystyle \mathbb {R} ^{n}}.

## Proprietà
Considerazioni sulla trasformata di Fourier rivelano che il potenziale di Riesz è un moltiplicatore di Fourier.
Infatti, si ha
{\displaystyle {\widehat {K_{\alpha }}}(\xi )=\int _{\mathbb {R} ^{n}}K_{\alpha }(x)e^{-2\pi ix\xi }\,\mathrm {d} x=|2\pi \xi |^{-\alpha }}
e quindi, per il teorema di convoluzione,
{\displaystyle {\widehat {I_{\alpha }f}}(\xi )=|2\pi \xi |^{-\alpha }{\hat {f}}(\xi ).}
I potenziali di Riesz soddisfano la seguente proprietà di semigruppo su, per esempio, le funzioni continue rapidamente decrescenti
{\displaystyle I_{\alpha }I_{\beta }=I_{\alpha +\beta }\ }
posto che
{\displaystyle 0<\operatorname {Re\,} \alpha ,\operatorname {Re\,} \beta <n,\quad 0<\operatorname {Re\,} (\alpha +\beta )<n.}
Inoltre, se {\displaystyle 2<\operatorname {Re\,} \alpha <n}, allora
{\displaystyle \Delta I_{\alpha +2}=-I_{\alpha }.\ }
In aggiunta si ha, per questa classe di funzioni,
{\displaystyle \lim _{\alpha \to 0^{+}}(I_{\alpha }f)(x)=f(x).}